# Kalskie Nowiny
Kalskie Nowiny (niem. Kehlerwald) – wieś w Polsce, w województwie warmińsko-mazurskim, w powiecie węgorzewskim, w gminie Węgorzewo.
Przysiółkiem  wsi Kalskie Nowiny jest Węgorzewko. Wieś posiada również kolonię (Kolonia Kalskie Nowiny).
W latach 1975–1998 miejscowość należała administracyjnie do województwa suwalskiego.

## Nazwa
28 marca 1949 r. ustalono urzędową polską nazwę miejscowości – Kalskie Nowiny, określając drugi przypadek jako Kalskich Nowin, a przymiotnik – nowiński.